# Ankrurahu
Ankrurahu – niewielka wyspa w Estonii pomiędzy wyspami Hanerahu i Ahelaid. Leży na Morzu Bałtyckim i ma powierzchnię 0,3 ha. Jej najwyższy punkt sięga zaledwie 2 m n.p.m.